# 415 Palatia
415 Palatia è un asteroide della fascia principale del diametro medio di circa 76,34 km. Scoperto nel 1896, presenta un'orbita caratterizzata da un semiasse maggiore pari a 2,7916850 UA e da un'eccentricità di 0,3014291, inclinata di 8,17315° rispetto all'eclittica.
Il suo nome è dedicato alla regione storica tedesca del Palatinato (Pfalz) in cui è situata Heidelberg, città in cui risiedeva lo scopritore.